# أحمد طايبي
أحمد طايبي (بالإنجليزية: Ahmed Taïbi)‏ رجل سياسة جزائري ولد ببني عباس (ولاية بشار) بتاريخ 2 فيفري 1925. نشأ في عائلة محافظة فدرس بالكتاب كباقي أترابه ثم إنخرط في نشاط الحركة الوطنية ببني عباس، سرعان ما زاد نشاطه لتقوم السلطات الفرنسية عام 1948 وهو لم يتجاوز 23 سنة باعتقاله بحجة الإخلال بالنظام العام، تم نقل أحمد الطيبي إلى معسكر لأغراض التحقيق وسرعان ما تم الحكم عليه من قبل محكمة المدينة بالمساس بسيادة الدولة وسجن بمعتقل سركاجي بالجزائر العاصمة مدة 18 شهراً (أين عايش شخصيات مثل يزيد امحمد، لحول حسين، بالونيس وغيرهم العديد ممن يجهل).

## استقراره بالعاصمة وانضمامه لجبهة التحرير
لدى خروجه من السجن عاد إلى بشار دون الاعتقاد أن السلطات المحلية ستمنعه من الإقامة في مسقط رأسه، بعد عشرة أيام، اختار التوجه إلى العاصمة.
في عام 1950 رافق جفار والاخوة أمحمد ومحمد ناجي فرحات إلى وهران لمقابلة سويح الهواري ممثل حركة انتصار الحريات الديمقراطية والانخراط رسمياً في هذا الحزب وبالتالي نشطاء بني عباس.
عاد إلى مستقره في الجزائر العاصمة وتحديدا في منطقة رويسو حيث قابل سيد علي عبد الحميد، أمين اللجنة المركزية لحركة انتصار الحريات الديمقراطية. لم يدخل اللجنة المركزية على الرغم من تدخل صديقه باش جراح. وفي محاولة لإقناعه قام هذا الأخير بإرساله مع الطاهر لعجوزي إلى باليسترو.
التحق بصفوف جبهة التحرير الوطني اعتباراً من ديسمبر 1954 في ضاحية الحراش ليصبح عام 1956 مسؤول عن مجموعة من المنظمة المدنية لجبهة التحرير الوطني.

## نشاطه مع الكشافة وبعد الاستقلال
انضم إلى الكشافة الإسلامية الجزائرية ببلكور حيث كان قائد فريق بمجموعة الأمير خالد. بمساعدة أحمد بودة والحظ حصل على وظيفة في شركة النفط الجزائرية (CPA) وبقي هناك حتى تقاعده. عُين أحمد طايبي منسق لأول قسمة لجبهة التحرير بالجزائر العاصمة بعد استقلال البلاد.

أحمد طايبي رفقة الشيخ عباس (أحمد طايبي إلى يمين الصورة)

## شخصيات قابلها
خلال تحركاته ونشاطه ضمن الحركة الوطنية قابل وعمل أحمد طايبي مع العديد من الشخصيات الوطنية والدولية من أمثال:
- الباكستاني نعمان الله خان الذي قابله بسينما دنيا-زاد بالجزائر العاصمة.[1]
- لحول حسين[1]
- البشير الإبراهيمي[1]
- عبد الحميد مهري
- الشيخ عباس